# Kamsar
Kamsar – miasto w zachodniej Gwinei, w regionie Boké. Port nad Oceanem Atlantyckim. W 1996 roku liczyło ok. 61,5 tys. mieszkańców.
Rozwój Kansar nastąpił w latach 70. XX wieku. W 1973 roku doprowadzono do miejscowości linię kolejową z Sangarédi, gdzie znajdują się złoża boksytów i utworzono siedzibę spółki Compagnie des Bauxites de Guinée, która zajmuje się wydobyciem i eksportem boksytów.